# Tinh dịch ít
Tinh dịch ít (Hypospermia) là tình trạng đàn ông xuất tinh có thể tích tinh dịch thấp bất thường, dưới 1,5 ml. Trái ngược với nó là tinh dịch nhiều (hyperspermia). Không nên nhầm lẫn với bệnh thiểu tinh (oligospermia), nghĩa là số lượng tinh trùng ít.
Lượng tinh dịch xuất tinh bình thường của một người đàn ông từ khoảng 1,5 tới 6 ml (với điều kiện khoảng cách thời gian giữa hai lần quan hệ vừa đủ). Số lượng thay đổi rất nhiều theo tâm trạng, tình trạng thể chất và hoạt động tình dục. Trong đó, khoảng 1% thể tích tinh dịch là tinh trùng. Tinh dịch ít sẽ chỉ gây vô sinh nếu đồng thời đi kèm với thiểu tinh (oligospermia). Viện Y tế Quốc gia có trụ sở tại Hoa Kỳ định nghĩa tinh dịch ít là thể tích tinh dịch thấp hơn 2 mL trong ít nhất hai lần phân tích mẫu tinh dịch.